# 스킵 (컬링)

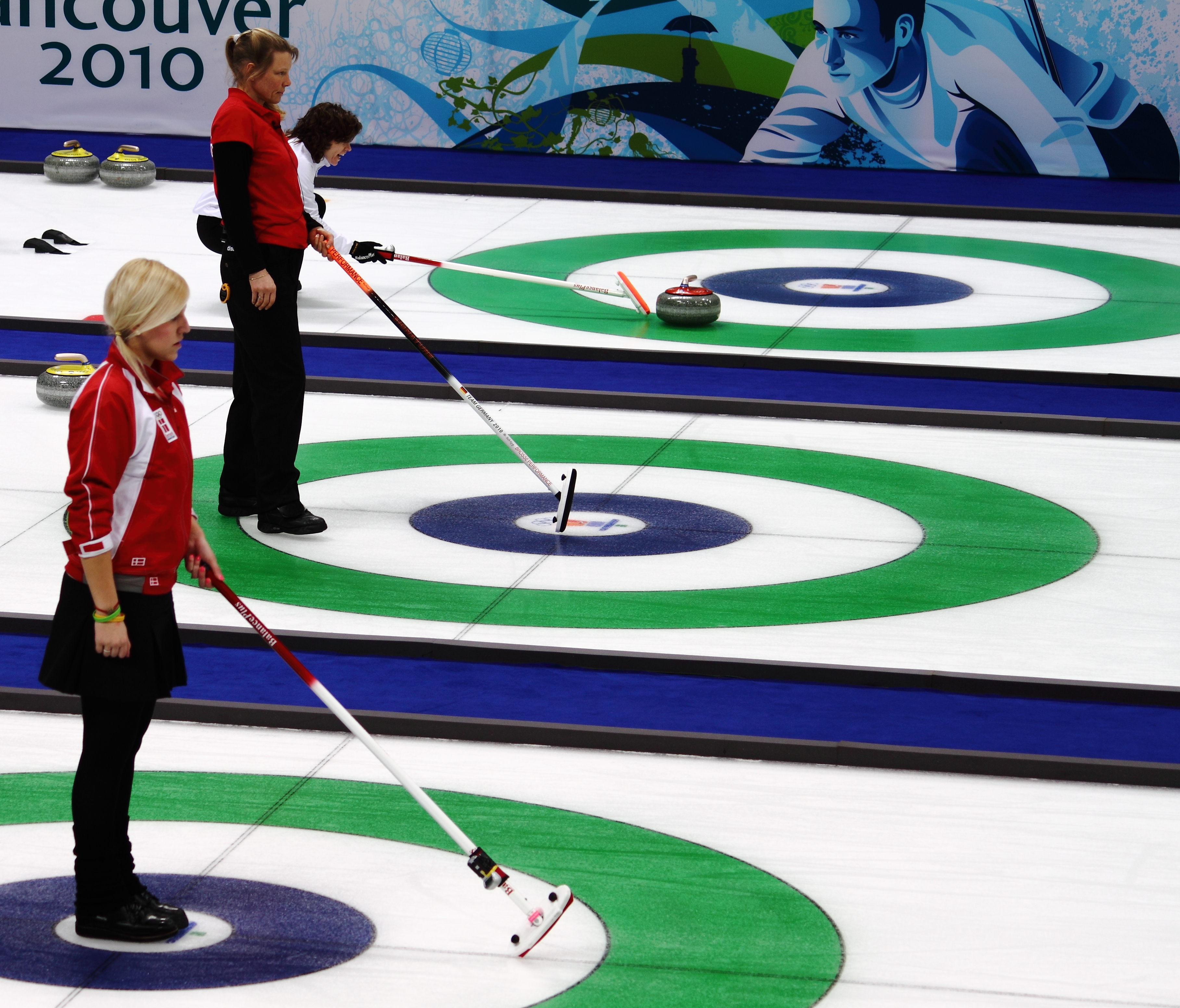
2010년 동계 올림픽에서 브룸을 쥐고서 위치를 정하고 있는 각 팀의 스킵들. 앞에서 차례로 마델레이네 두폰트 (덴마크), 안드레아 슈외프 (독일), 미리암 오프 (스위스).

컬링에서 스킵 (skip, '스키퍼' - skipper)는 컬링팀의 주장을 말한다. 스킵은 어떤 전략으로 나갈지 결정하고, 하우스 (원심) 내에 서서 반대쪽 팀원에게 어디로 조준해야 하는지 브룸 (브러시)를 잡고 알리는 역할을 한다. 스킵은 넷째 포지션에서 마지막 두 스톤을 던지는 것이 일반적이지만 꼭 정해져 있는 것은 아니다.

## 역할
먼저 스킵은 팀을 이끌고 전략 방향을 제시하는 역할을 맡으며, 팀원들에게 말과 손짓으로 샷을 날려달라고 요청한다. 또 빙판 위에서 브룸을 두드려 샷을 어느 궤도로 날릴지를 전하고, 예정된 샷에 다른 스톤이 있다면 그쪽을 향해 행동을 취한다. 경우에 따라 필요한 스톤의 웨이트, 턴, 라인을 결정하며, 브룸을 잡고 송구자에게 어느쪽을 겨냥할지 지시한다.
스톤이 던져지면 스킵은 샷이 도달할 라인을 부르고, 스톤이 시트를 타고 흘러가는 동안 스위핑을 하는 동료들과 계속해서 소통한다. 스톤의 진행경로를 파악하고 스위퍼들로 하여금 그 경로를 유지하도록 스위핑해달라고 하는 것이다. 스킵 본인도 넷째 차례로 스톤을 던지는데, 마지막 스톤이 엔드를 판가름하는 경우가 많고 던질 때 까다롭기 때문에, 마지막 스톤도 맡아 수월하게 던지는 것이 정석이다. 이 마지막 스톤을 맡는 사람으로서 좋은 샷 레퍼토리와 여러 유형의 샷을 원하는대로 날릴 수 있는 능력을 갖추고 있어야 한다.
경기가 진행되는 동안 스킵은 스톤의 도달시간과 컬링시트의 특성 등을 파악해야 하며, 이를 통해 최적의 샷과 전략을 선택하게 된다. 그리고 빙판의 상태를 읽고 그에 맞춰 경기를 진행하는 등의 역할도 맡아야 한다. 또 스킵은 자기네 팀원들 각각의 플레이방식과 체력을 잘 알아두고 있어야 한다. 팀의 주장으로서 팀원에 대한 지식을 활용해 각각의 능력에 따라 샷을 요구하고, 각각의 체력에 따라 전략을 맞춰나가는 것이다. 또한 스킵은 상대팀의 경기방식을 관찰하여 그들의 체력과 약점을 집어내 상대팀이 이점을 활용하지 못하도록 전략을 수정해 나간다.

## 참고 문헌
- Weeks, Bob (2006). 《Curling for Dummies, 2nd Edition》. Mississauga, Ontario: John Wiley & Sons Canada, Ltd. ISBN 978-0-470-83828-0.